# Boissy-sous-Saint-Yon
Boissy-sous-Saint-Yon  [bwasi su sɛ̃t̪ jɔ̃] je francouzská obec v departementu Essonne v regionu Île-de-France. V obci se nachází kostel svatého Tomáše Becketa.

## Poloha
Obec Boissy-sous-Saint-Yon se nachází asi 34 km jihozápadně od Paříže. Obklopují ji obce Égly na severu a na severozápadě, Avrainville na severovýchodě a na východě, Torfou na jihovýchodě, Chamarande et Mauchamps na jihu, Saint-Sulpice-de-Favières na jihozápadě a Saint-Yon na západě.

## Vývoj počtu obyvatel
Počet obyvatel

## Partnerské obce
- Colney Heath, Spojené království